# Kapuvár
Kapuvár  este un oraș în districtul Kapuvár, județul Győr-Moson-Sopron, Ungaria, având o populație de 10.538 de locuitori (2011). 

## Demografie
Componența etnică a orașului Kapuvár
     Maghiari (95,26%)
     Romi (2,73%)
     Germani (1,26%)
     Necunoscut (0,36%)
     Alții (0,4%)
Componența confesională a orașului Kapuvár
     Romano-catolici (72,59%)
     Fără religie (2,68%)
     Luterani (1,58%)
     Reformați (1,03%)
     Necunoscută (21,52%)
     Alte religii (1,41%)
Conform recensământului din 2011, orașul Kapuvár avea 10.538 de locuitori. Din punct de vedere etnic, majoritatea locuitorilor (95,26%) erau maghiari, existând și minorități de romi (2,73%) și germani (1,26%). Apartenența etnică nu este cunoscută în cazul a 0,36% din locuitori.  Din punct de vedere confesional, majoritatea locuitorilor (72,59%) erau romano-catolici, existând și minorități de persoane fără religie (2,68%), luterani (1,58%) și reformați (1,03%). Pentru 21,52% din locuitori nu este cunoscută apartenența confesională.